# 維夫西亞尼基 (卡扎京區)
49°28′13″N 28°55′27″E / 49.47028°N 28.92417°E
維夫西亞尼基（烏克蘭語：Вівсяники），是烏克蘭的村落，位於該國西南部文尼察州，由赫米利尼克區負責管轄，始建於1755年，面積4.82平方公里，海拔高度274米，2001年人口834，人口密度每平方公里172.89人。